# Desa Karangpatihan (administrativ by i Indonesien, lat -7,96, long 111,36)
Desa Karangpatihan är en administrativ by i Indonesien.   Den ligger i provinsen Jawa Timur, i den västra delen av landet, 500 km öster om huvudstaden Jakarta.